# Cirratulus incertus
Cirratulus incertus är en ringmaskart som beskrevs av McIntosh 1916. Cirratulus incertus ingår i släktet Cirratulus och familjen Cirratulidae. Arten har ej påträffats i Sverige. Inga underarter finns listade i Catalogue of Life.